# Choerodon rubescens
Choerodon rubescens är en fiskart som först beskrevs av Günther 1862.  Choerodon rubescens ingår i släktet Choerodon och familjen läppfiskar. IUCN kategoriserar arten globalt som livskraftig. Inga underarter finns listade i Catalogue of Life.